# Cimetière des étrangers de Yokohama

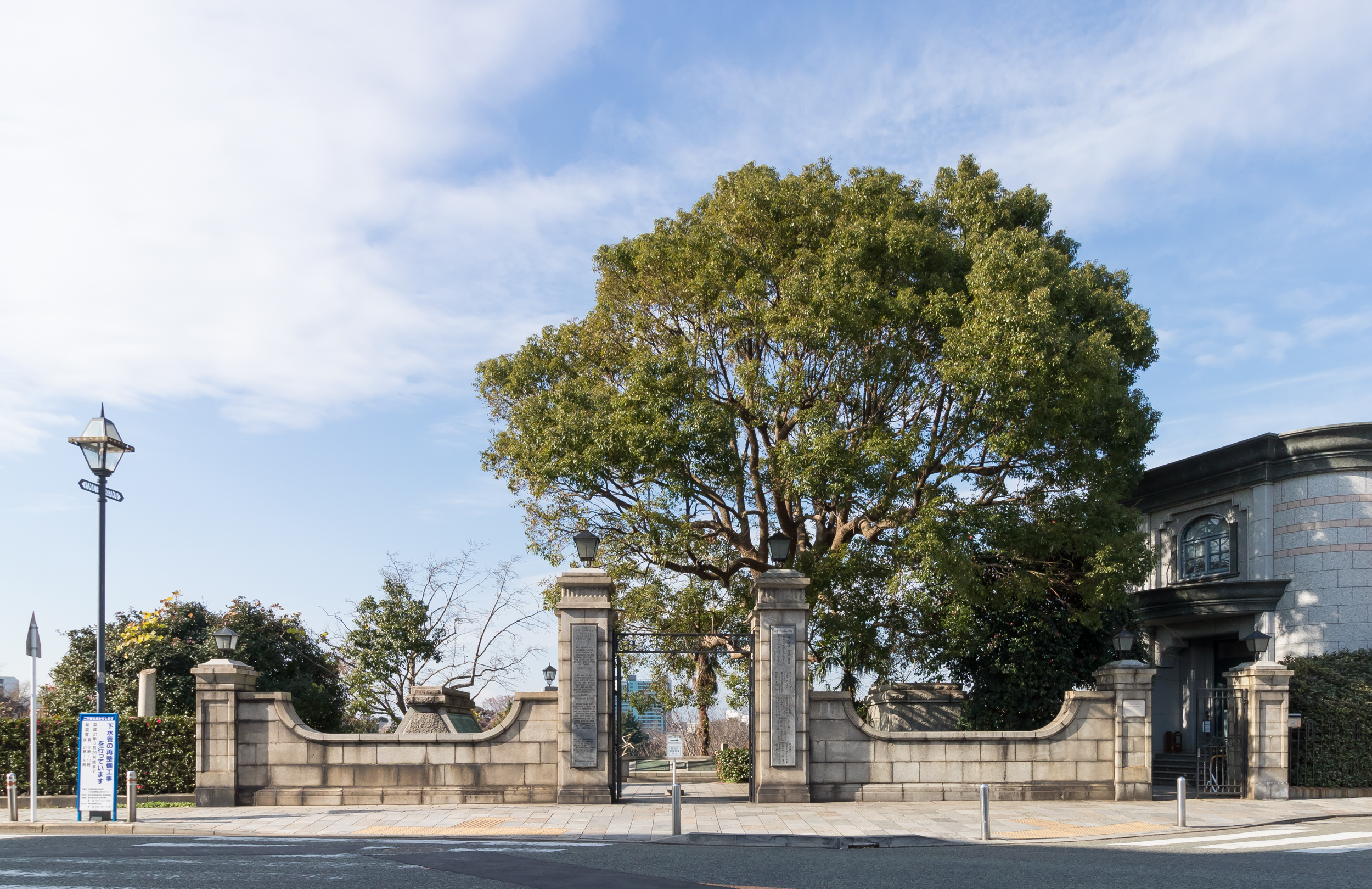
Porte principale du temple principal.

Le cimetière des étrangers de Yokohama (横浜外国人墓地) est situé dans le quartier de Yamate de la ville de Yokohama dans le département de Kanagawa. Il existe trois autres cimetières pour étrangers dans la ville de Yokohama.

## Le cimetière des étrangers de Yokohama
Plus de 4400 étrangers de plus de 40 pays différents sont inhumés dans le cimetière des étrangers de Yokohama entre le 19ème et la première moitié du XXe siècle. En 1854, une flotte de navires américains fait escale à Yokohama pour négocier l'ouverture du port  de Yokohama aux étrangers. Le soldat de marine Robert Williams (24 ans) tombe accidentellement du haut du mât de la frégate « Mississipi » et décède. À la demande du commodore Matthew Perry, Robert Williams est inhumé dans le cimetière du temple bouddhiste Zōtokuin (増徳院), d'où la vue s'ouvre sur la mer. Par la suite, d'autres étrangers y sont enterrés, et en 1861 le lieu devient un cimetière réservé aux étrangers.
Le cimetière est ouvert au public les samedis, dimanches et jours fériés entre mars et décembre. Le musée du cimetière présente les œuvres et travaux des personnes qui y sont enterrées. Les pierres tombales chrétiennes étant nombreuses, il est étonnant que le cimetière soit originellement celui du temple principal de l'école bouddhiste Shingon de Motomachi. Jusqu'au début de l'ère Heisei (1989 -2019), des cérémonies funéraires de l'école Shingon y étaient organisées. 

## Les autres cimetières pour étrangers de Yokohama
- Cimetière étranger de Negishi (Nakaodai, Naka-Ku). Le cimetière de Negishi est construit en 1861 pour pallier un manque de places dans le cimetière des étrangers de Yokohama dans le quartier de Yamate. Le cimetière de Negishi est moins connu que celui de Yamate, même parmi les habitants, le quartier étant une destination touristique. Après la fin de la Seconde Guerre mondiale, le cimetière est réquisitionné par l'armée américaine pour y inhumer les nouveau-nés abandonnés issus de couples américano-japonais. Le cimetière laissé à l'abandon fait l'objet d'une discussion au conseil municipal, et est désormais entretenu par les élèves du collège public de Nakaodai et de l'école primaire de Tateno.

- Cimetière chinois de Yokohama (Oshibadai, Naka-ku). En 1871, les sépultures provisoires des Chinois inhumés dans le cimetière de Yamate sont déplacées dans le cimetière surnommé cimetière de Nankin.

- Cimetière des combattants du Commonwealth (Karibachou, Hodogaya-ku). Construit après la Seconde Guerre mondiale, il est géré par la Commonwealth War Graves Commission (CWGC). Les membres de la famille royale ou les représentants des pays membres du Commonwealth se recueillent occasionnellement sur les tombes lors de leur venue au Japon. Tous les ans le 25 avril, une cérémonie de commémoration est organisée pour l'ANZAC Day.

## Quelques personnalités enterrés
François Perregaux, Edward Cornes, Mary Eddy Kidder, William Haigh (diplomate), Louise Henrietta Pierson, Albert Arnold Bennett, Nathan Brown Charles Wolff (missionnaire), Ransford Stevens Miller, James Hamilton Ballagh, Henry James Black, William Copeland, Hinrich Ahrens (fondateur de la société d'import-export allemande Ahrens), Edmond Auguste Bastien.

## Sources
- (ja) Cet article est partiellement ou en totalité issu de l’article de Wikipédia en japonais intitulé « 横浜外国人墓地 » (voir la liste des auteurs).